# ミュージアムタワー京橋

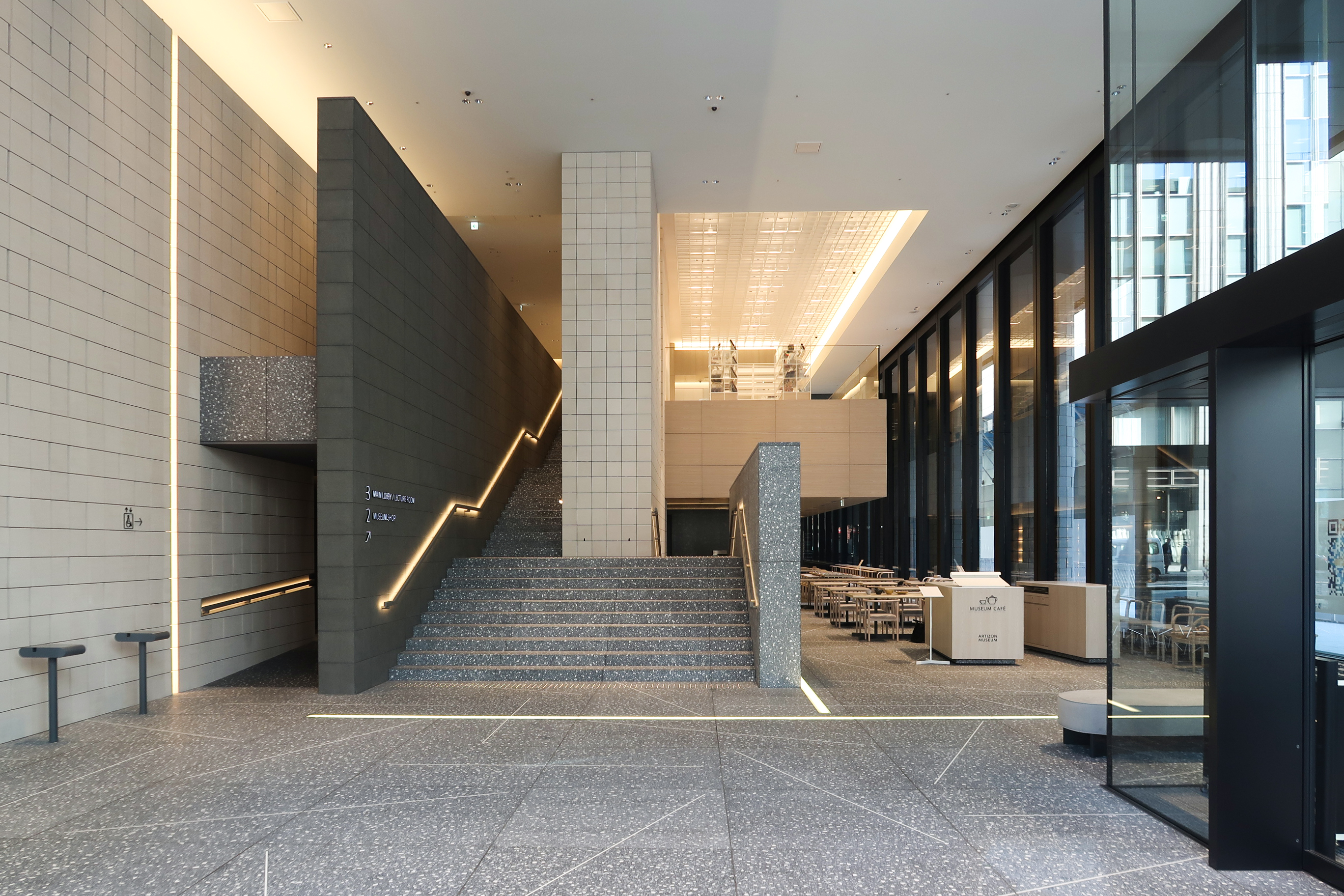
アーティゾン美術館

ミュージアムタワー京橋（ミュージアムタワーきょうばし）とは、東京都中央区京橋にある複合ビル。フロアはオフィスと美術館で構成される。

## 概要
八重洲通りと中央通りの交差点に面する計画地にあったブリヂストン本社およびブリヂストン美術館が入る永坂産業京橋1丁目ビル（1951年竣工）の老朽化に伴い、ビルを所有するブリヂストンの関連会社である永坂産業が、南に隣接する本社ビルの更新時期を迎えていた戸田建設と共同で都市再生特別地区の都市計画を2015年9月に都に提案。翌年3月の都市計画決定を受け、開発が着手される。開発は2期に分けて行われ、1期工事でミュージアムタワー京橋、2期工事で戸田建設の本社ビルが建て替えられ、「TODA BUILDING」が2024年に竣工を予定する。
設計は、永坂産業が指名プロポーザルで日建設計を設計者に選定し、設計者には100年先まで使い続けることを見据えて先進的な考え方や技術の導入を求め、高層でも居住性豊かな室内空間をつくることに設計者が挑み、ルーバー形状をコンピュテーショナルデザインで最適化し、東西南北で配置や向きの異なる外装を実現した。また建設にあたっては特区の適用で容積率が500%上積みされている。
建物は地下2階・地上23階建て。BCPを重視し、地下に30基の免震装置を設置したほか、洪水、津波による浸水も想定し、受変電設備や非常用発電機は地上8、9階に置いた。
ミュージアムタワー京橋の1階は10m、TODA BUILDINGの1階は約25m中央通りからセットバックし、空いた中央通り沿いに「（仮称） アートスクエア」を設ける。このアートスクエアと各棟低層部のアーティゾン美術館、（仮称）新TODAビル 文化貢献施設と合わせて「京橋彩区」と名付け、永坂産業と戸田建設がマネジメントを担う「京橋彩区エリアマネジメント」を設立。イベントの開催や若手クリエーターの支援、情報発信などを行っていく。
第62回BCS賞受賞。

## 施設構成

### アーティゾン美術館
1～6階の延床面積6715㎡がアーティゾン美術館となる。展示面積は旧ブリヂストン美術館の2倍の広さとなった。1～3階にはカフェやホワイエが配置され一般公開され、4～6階が展示室となる。

### オフィスフロア
地上10～23階がオフィスフロアとなる。基準階面積約1300㎡のオフィスは折り上げ天井として、高さを確保。梁と梁の間の深さは約1400mm。天井はPca版塗装で仕上げた。

#### オフィスを構える企業
- 神鋼商事東京本社（登記上の本店は大阪市中央区）
- ENEOSフロンティア本社